# Andronymus
Andronymus là một chi bướm ngày thuộc họ Bướm nâu.

## Các loài
- Andronymus bjornstadi Congdon, Kielland & Collins, 1998
- Andronymus caesar (Fabricius, 1793)
- Andronymus evander (Mabille, 1890)
- Andronymus fenestrella Bethune-Baker, 1908
- Andronymus gander Evans, 1947
- Andronymus helles Evans, 1937
- Andronymus hero Evans, 1937
- Andronymus marcus Usher, 1980
- Andronymus marina Evans, 1937
- Andronymus neander (Plötz, 1884)